# Coelioxys florea
Coelioxys florea là một loài Hymenoptera trong họ Megachilidae. Loài này được Wu mô tả khoa học năm 2006.